# Red Bank (hrabstwo Cape Breton)
Red Bank – stromy brzeg (bank) w kanadyjskiej prowincji Nowa Szkocja, w hrabstwie Cape Breton (45°51′18″N, 60°10′26″W), na zachodnim wybrzeżu zatoki Gabarus Bay; nazwa urzędowo zatwierdzona 20 lutego 1976.